# Grand Prix Hassan II 2004 - Qualificazioni singolare
Le qualificazioni del singolare  del Grand Prix Hassan II 2004 sono state un torneo di tennis preliminare per accedere alla fase finale della manifestazione. I vincitori dell'ultimo turno sono entrati di diritto nel tabellone principale. In caso di ritiro di uno o più giocatori aventi diritto a questi sono subentrati i lucky loser, ossia i giocatori che hanno perso nell'ultimo turno ma che avevano una classifica più alta rispetto agli altri partecipanti che avevano comunque perso nel turno finale.
Le qualificazioni del torneo Grand Prix Hassan II 2004 prevedevano 32 partecipanti di cui 4 sono entrati nel tabellone principale.

## Teste di serie
1. Bjorn Rehnquist (ultimo turno)
2. Marcus Sarstrand (ultimo turno)
3. Slimane Saoudi (ultimo turno)
4. Santiago Ventura (Qualificato)

1. Stéphane Bohli (ultimo turno)
2. Željko Krajan (Qualificato)
3. Juan Antonio Marín (secondo turno)
4. Simone Vagnozzi (Qualificato)

## Qualificati
1. Simone Vagnozzi
2. Arnaud Di Pasquale

1. Željko Krajan
2. Santiago Ventura

## Tabellone

### Legenda
| - Q = Qualificato - WC = Wild card - LL = Lucky loser | - ALT = Alternate - SE = Special Exempt - PR = Protected Ranking | - w/o = Walkover - r = Ritirato - d = Squalificato |

### Sezione 1
|  | Primo turno    | Primo turno     | Primo turno     | Primo turno | Primo turno |  |  | Secondo turno | Secondo turno   | Secondo turno   | Secondo turno   | Secondo turno |   |   | Ultimo turno | Ultimo turno    | Ultimo turno | Ultimo turno | Ultimo turno |  |
|  |                |                 |                 |             |             |  |  |               |                 |                 |                 |               |   |   |              |                 |              |              |              |  |
|  |                |                 |                 |             |             |  |  |               |                 |                 |                 |               |   |   |              |                 |              |              |              |  |
|  |                |                 |                 |             |             |  |  | 1             | Bjorn Rehnquist | Bjorn Rehnquist | 6               | 6             |   |   |              |                 |              |              |              |  |
|  | Kamil Filali   | Kamil Filali    | Kamil Filali    | 6           | 6           |  |  |               | Kamil Filali    | Kamil Filali    | 1               | 0             |   |   |              |                 |              |              |              |  |
|  | Mehdi Sekkat   | Mehdi Sekkat    | Mehdi Sekkat    | 2           | 2           |  |  |               |                 |                 |                 |               |   |   | 1            | Bjorn Rehnquist | 5            | 6            | 1            |  |
|  | Thomas Shimada | Thomas Shimada  | Thomas Shimada  | 6           | 6           |  |  |               |                 | 8               | Simone Vagnozzi | 7             | 0 | 6 |              |                 |              |              |              |  |
|  | Hafid Dani     | Hafid Dani      | Hafid Dani      | 4           | 2           |  |  |               | Thomas Shimada  | Thomas Shimada  | 0               | 0r            |   |   |              |                 |              |              |              |  |
|  | 8              | Simone Vagnozzi | Simone Vagnozzi | 6           | 6           |  |  | 8             | Simone Vagnozzi | Simone Vagnozzi | 6               | 2             |   |   |              |                 |              |              |              |  |
|  |                | Talal Ouahabi   | Talal Ouahabi   | 2           | 3           |  |  |               |                 |                 |                 |               |   |   |              |                 |              |              |              |  |

### Sezione 2
|  | Primo turno             | Primo turno             | Primo turno             | Primo turno | Primo turno |  |  | Secondo turno | Secondo turno           | Secondo turno           | Secondo turno      | Secondo turno |   |   | Ultimo turno | Ultimo turno     | Ultimo turno | Ultimo turno | Ultimo turno |  |
|  |                         |                         |                         |             |             |  |  |               |                         |                         |                    |               |   |   |              |                  |              |              |              |  |
|  |                         |                         |                         |             |             |  |  |               |                         |                         |                    |               |   |   |              |                  |              |              |              |  |
|  |                         |                         |                         |             |             |  |  | 2             | Marcus Sarstrand        | Marcus Sarstrand        | 6                  | 6             |   |   |              |                  |              |              |              |  |
|  | Hicham Fathi El Idrissi | Hicham Fathi El Idrissi | Hicham Fathi El Idrissi | 6           | 6           |  |  |               | Hicham Fathi El Idrissi | Hicham Fathi El Idrissi | 1                  | 4             |   |   |              |                  |              |              |              |  |
|  | Fadi-Zyad Zamjaoui      | Fadi-Zyad Zamjaoui      | Fadi-Zyad Zamjaoui      | 1           | 2           |  |  |               |                         |                         |                    |               |   |   | 2            | Marcus Sarstrand | 6            | 1            | 0            |  |
|  | Arnaud Di Pasquale      | Arnaud Di Pasquale      | Arnaud Di Pasquale      | 6           | 6           |  |  |               |                         |                         | Arnaud Di Pasquale | 4             | 6 | 6 |              |                  |              |              |              |  |
|  | Ali El Alaoui           | Ali El Alaoui           | Ali El Alaoui           | 3           | 1           |  |  |               | Arnaud Di Pasquale      | 0                       | 6                  | 6             |   |   |              |                  |              |              |              |  |
|  | 7                       | Juan Antonio Marín      | Juan Antonio Marín      | 6           | 6           |  |  | 7             | Juan Antonio Marín      | 6                       | 4                  | 3             |   |   |              |                  |              |              |              |  |
|  |                         | Yassine Idmbarek        | Yassine Idmbarek        | 0           | 1           |  |  |               |                         |                         |                    |               |   |   |              |                  |              |              |              |  |

### Sezione 3
|  | Primo turno    | Primo turno       | Primo turno       | Primo turno | Primo turno |  |  | Secondo turno | Secondo turno  | Secondo turno  | Secondo turno | Secondo turno |   |   | Ultimo turno | Ultimo turno   | Ultimo turno | Ultimo turno | Ultimo turno |  |
|  |                |                   |                   |             |             |  |  |               |                |                |               |               |   |   |              |                |              |              |              |  |
|  |                |                   |                   |             |             |  |  |               |                |                |               |               |   |   |              |                |              |              |              |  |
|  |                |                   |                   |             |             |  |  | 3             | Slimane Saoudi | Slimane Saoudi | 7             | 6             |   |   |              |                |              |              |              |  |
|  | Reda El Amrani | Reda El Amrani    | Reda El Amrani    | 6           | 6           |  |  |               | Reda El Amrani | Reda El Amrani | 5             | 1             |   |   |              |                |              |              |              |  |
|  | Omar El Hizaz  | Omar El Hizaz     | Omar El Hizaz     | 3           | 0           |  |  |               |                |                |               |               |   |   | 3            | Slimane Saoudi | 6            | 3            | 3            |  |
|  | Jim Thomas     | Jim Thomas        | 0                 | 7           | 7           |  |  |               |                | 6              | Željko Krajan | 3             | 6 | 6 |              |                |              |              |              |  |
|  | Mohamed Saber  | Mohamed Saber     | 6                 | 63          | 62          |  |  |               | Jim Thomas     | Jim Thomas     | 65            | 1             |   |   |              |                |              |              |              |  |
|  | 6              | Željko Krajan     | Željko Krajan     | 7           | 6           |  |  | 6             | Željko Krajan  | Željko Krajan  | 7             | 6             |   |   |              |                |              |              |              |  |
|  |                | Chemseddine Belal | Chemseddine Belal | 5           | 3           |  |  |               |                |                |               |               |   |   |              |                |              |              |              |  |

### Sezione 4
|  | Primo turno      | Primo turno      | Primo turno      | Primo turno | Primo turno |  |  | Secondo turno | Secondo turno    | Secondo turno    | Secondo turno  | Secondo turno |   |   | Ultimo turno | Ultimo turno     | Ultimo turno | Ultimo turno | Ultimo turno |  |
|  |                  |                  |                  |             |             |  |  |               |                  |                  |                |               |   |   |              |                  |              |              |              |  |
|  | 4                | Santiago Ventura | Santiago Ventura | 6           | 6           |  |  |               |                  |                  |                |               |   |   |              |                  |              |              |              |  |
|  |                  | Anas Fattar      | Anas Fattar      | 0           | 3           |  |  | 4             | Santiago Ventura | Santiago Ventura | 6              | 6             |   |   |              |                  |              |              |              |  |
|  | Ayoub Benamar    | Ayoub Benamar    | 2                | 6           | 6           |  |  |               | Ayoub Benamar    | Ayoub Benamar    | 2              | 1             |   |   |              |                  |              |              |              |  |
|  | Badr Bouabdellah | Badr Bouabdellah | 6                | 2           | 2           |  |  |               |                  |                  |                |               |   |   | 4            | Santiago Ventura | 2            | 6            | 6            |  |
|  | Martín García    | Martín García    | Martín García    | 6           | 6           |  |  |               |                  | 5                | Stéphane Bohli | 6             | 3 | 3 |              |                  |              |              |              |  |
|  | Ali Kadric       | Ali Kadric       | Ali Kadric       | 0           | 0           |  |  |               | Martín García    | Martín García    | 5              | 2             |   |   |              |                  |              |              |              |  |
|  | 5                | Stéphane Bohli   | Stéphane Bohli   | 6           | 6           |  |  | 5             | Stéphane Bohli   | Stéphane Bohli   | 7              | 6             |   |   |              |                  |              |              |              |  |
|  |                  | Youssef Teftal   | Youssef Teftal   | 0           | 3           |  |  |               |                  |                  |                |               |   |   |              |                  |              |              |              |  |